# Manuel Manrique (Ezequiel Zamora)
Pour les articles homonymes, voir Manuel Manrique et Manrique.
Manuel Manrique est l'une des trois paroisses civiles de la municipalité d'Ezequiel Zamora dans l'État de Cojedes au Venezuela. Sa capitale est Manrique.

## Géographie

### Démographie
Hormis sa capitale Manrique, la paroisse civile possède plusieurs localités :
- Cariquito
- El Valle
- La Hondonada
- Los Castores
- Manrique
- Nuevo Mundo
- Potero Largo
- Quebrada Abajo